# Bajkonur (miasto)
Bajkonur (kaz. Байқоңыр, Bajkongyr; ros. Байконур), w latach 1958–1995 Lenińsk – miasto w Kazachstanie, w obwodzie kyzyłordyńskim, na skraju Kara-kum Nadaralskiego, administrowane przez Rosję; stanowi miasto wydzielone, zbudowane dla pracowników kosmodromu Bajkonur. W 2009 roku liczyło ok. 36 tys. mieszkańców. W 2021 roku było to 76 tys. mieszkańców. Założone w 1955 roku k. miejscowości Töretam (Tiuratam).
Bajkonur to również nazwa kazachskiej wioski odległej kilkaset kilometrów od kosmodromu – po locie Gagarina była ona podawana przez ZSRR jako rzekoma lokalizacja kompleksu. W wiosce tej wystawiane były wówczas, dla utrzymania pozorów, makiety rakiet.

## Własność i kwestie finansowe
28 marca 1994 roku Rosja podpisała z Kazachstanem dwudziestoletnią umowę dzierżawczą dotyczącą Bajkonuru. W jej ramach Rosja płaci corocznie 115 milionów dolarów amerykańskich w zamian za możliwość korzystania z centrum kosmicznego (miasta oraz kosmodromu).
Kazachstan z czasem zaczął naciskać na Rosję o zmianę warunków dzierżawy, co zaowocowało podpisaniem w 2004 nowej umowy o warunkach korzystania z kosmodromu, jednocześnie termin umowy dzierżawczej został przedłużony do 2050.